# Венер, Карл
Карл Венер (нем. Carl Wehner; 27 февраля 1838, Вюрцбург — 27 марта 1912, Нью-Йорк) — немецкий флейтист и музыкальный педагог.

## Биография
Родился в Германии. Начал учиться игре на флейте в своём родном городе у Каспара Рёдера, но прежде всего был учеником Теобальда Бёма. В 1867—1884 гг. работал солистом оркестра Императорского Мариинского театра в Петербурге (одновременно с коллегой по пюпитру Чезаре Чиарди), давал уроки игры на флейте. Оттуда уехал в Ганновер, где был солистом оркестра Королевского театра, а затем в Америку, где вскоре стал ведущим флейтистом Нью-Йорка. С 1886 по 1902 гг. Венер солист Нью-Йоркского филармонического и Нью-Йоркского симфонического оркестров, Метрополитен Опера.

## Творческая деятельность
Играл на деревянной флейте с механикой Бёма, с открытым соль диезом и закрытыми клапанами, преувеличенно ненавидел металлическую флейту. После того как в 1905 в Нью-Йорк приехал французский флейтист Жорж Баррер, игравший на современной серебряной флейте, Венер утратил репутацию лучшего флейтиста и преподавателя.
Был другом Леонардо Де Лоренцо, они встретились в Нью-Йорке в 1909 году, за три года до его смерти. Автор этюдов для флейты, «Canto Elegiaco», «12 упражнений для быстрого развития техники».